# Carlotta Jönsson
Carlotta Jönsson-Richter, född 24 oktober 1909 i Florens, död 28 september 1979 i Göteborgs Annedals församling, Göteborg, var en svensk målare. Hon ingick 1935 äktenskap med konstnären Georg Richter. 
Jönsson, som var dotter till författaren och journalisten John Jönsson och Alice Berend, studerade vid Konstakademien i Berlin-Charlottenburg 1927–1932. Hon höll separatutställningar i Stockholm 1945, 1956 och 1959, i Göteborg 1961, i Paris 1964 och deltog i flera samlingsutställningar. Hon är representerad i Moderna museet och Malmö museum. Hon var medlem i Konstnärernas Riksorganisation, Grafiska sällskapet och Göteborgs konstnärsklubb.